# Applausi per Fibra
Applausi per Fibra (en français : Applaudissements pour Fibra) est le premier single sorti par Fabri Fibra à partir de son album solo studio de tiers : Tradimento, enregistré en 2006.
La chanson a lancé sa première semaine au no 7 des singles les plus vendus dans Italie et a touché à son apogée au #6.

## Video
Filmé par le réalisateur Cosimo Alema, la vidéo de Applausi per Fibra avec Fish et Nesly Rice, le frère cadet de Fabri Fibra. La vidéo voit alternativement en face de la caméra, à qui ils sont dirigés, Fibra, Fish, Nesli et d'autres, y compris même les danseurs de la face blanche et le « X » sur les yeux noirs et la bouche, qui a également accompagné le chanteur dans son spectacles en direct. Catchphrase dans la vidéo est la chemise portée par tous les personnages dans la vidéo, avec les mots: «Je déteste Fabri Fibra ».

## Classification
| Seimanes | 01 | 02 | 03 | 04 | 05 | 06 | 07 | 08 | 09 | 10 | 11 | 12 | 13 | 14 | 15 | 16 | 17 | 18 | 19 | 20 |
| -------- | -- | -- | -- | -- | -- | -- | -- | -- | -- | -- | -- | -- | -- | -- | -- | -- | -- | -- | -- | -- |
| Position | 07 | 07 | 06 | 06 | 08 | 08 | 06 | 14 | 14 | 11 | 13 | 13 | 22 | 21 | 20 | 17 | 22 | 25 | 30 | -  |